# Pélican (schip, 1972)
De Pélican was een boorschip gebouwd in Schiedam door IHC Gusto voor het Franse Somaser, een combinatie van Foramer, Doris en CFP, het latere Total.
Het was de eerste van een serie van twaalf boorschepen van de Pélican-klasse uitgerust met een dynamisch positioneringssysteem. Het ontwerp hiervan was begonnen in 1968 op basis van de ervaringen met de Térébel. IHC zou hierna nog vier van deze schepen bouwen, waaronder de Pétrel en de Havdrill. Daarnaast werden er twee bij Scott Lithgow UK in Schotland, drie bij Raumo Repola in Finland, een bij Hitachi Zosen in Japan en een in India in licentie gebouwd.
In 1985 werd het schip na een grote renovatie omgedoopt tot Pélican II. In 1994 werd de Pélican II omgebouwd tot kabellegger en voer zo als C.S. Nexus tot de sloop in Alang in 2004.

## Pélican-serie
| Naam              | Werf                       | Jaar             | IMO-nummer |
| ----------------- | -------------------------- | ---------------- | ---------- |
| Pélican           | IHC Gusto, Co. 860         | september 1972   | 7117266    |
| Havdrill          | IHC Gusto, Co. 907         | 30 november 1973 | 7305980    |
| Pétrel            | IHC Gusto, Co. 947         | 21 maart 1976    | 7409401    |
| Pelerin           | IHC Gusto, Co. 949         | november 1976    | 7411521    |
| Polly Bristol     | IHC Gusto, Co. 950 / Boele | 1981             | 7422362    |
| Ben Ocean Lancer  | Scotts Shipbuilding, 744   | maart 1977       | 7402922    |
| Pacnorse I        | Scott Lithgow, 746         | 21 juni 1979     | 7418880    |
| Pacnorse II       | Scotts Shipbuilding, 747   | Afbesteld        |            |
| Valentin Shashin  | Rauma-Repola, RR-15        | december 1981    | 7907166    |
| Viktor Muravlenko | Rauma-Repola, RR-16        | juni 1982        | 7907178    |
| Mikhail Mirchink  | Rauma-Repola, RR-17        | september 1982   | 7907180    |
| Sagar Vijay       | Hitachi Zosen, K1052       | februari 1985    | 8401183    |
| Sagar Bhushan     | Hindustan Shipyard, 1181   | 1987             | 8407266    |